# Paramakudi
Paramakudi är en stad i den indiska delstaten Tamil Nadu, och tillhör distriktet Ramanathapuram. Folkmängden uppgick till 95 579 invånare vid folkräkningen 2011.